# からあげフェスティバル
からあげフェスティバルは、イオンモール三光で毎年10月に開催されているグルメイベントである。略称の「からフェス」と呼ばれている。動員人数が累計で100万人を超えるグルメイベントであり、平成20年（2008年）から毎年一回、大分県北や福岡県京築地区、また全国のからあげ専門店が、20店舗以上集い開催される。開催期間中はステージイベントなども催される。企画イベントが行われることもある。
イベントキャッチコピーは「からあげの聖地で年に一度の味比べ！」。
主催・開催実行委員会の「からあげフェスティバル実行委員会」は株式会社FMなかつであり、「からあげフェスティバル」「からフェス」およびロゴマークについても、株式会社FMなかつが商標を取得している。
「第4回からあげフェスティバル」で、1076kgを揚げて、ギネスワールドレコーズ2015にて正式に認定された。しかしその後、平成29年にこの記録は鳥取県の「株式会社大山どり」により、1530kgの記録にて更新されが、令和元年の第12回からあげフェスティバルで、計約1670kgのからあげをあげ、ギネス世界記録を更新し、取り返した。

## 開催歴
- 第1回開催 平成20年8月2日（土）開催 ※第1回開催時は「から揚げフェスタ」として開催／来場者 約5,000人
- 第2回開催 平成21年9月23日（水）開催／来場者 約24,000人
- 第3回開催 平成22年9月19日（日）開催／来場者 約30,000人
- 第4回開催 平成23年9月23日（金）・24日（土）開催 ※ギネス記録達成／来場者 約50,000人
- 第5回開催 平成24年9月22日（土）・23日（日）開催／来場者 約45,000人
- 第6回開催 平成25年9月21日（土）・22日（日）開催／来場者 約45,000人
- 第7回開催 平成26年10月12日（日）・13日（月）開催 ※2日目は台風の影響で野外イベントのみ中止／来場者 約40,000人
- 第8回開催 平成27年9月20日（土）・21日（日）開催／来場者 約40,000人
- 第9回開催 平成28年9月17日（土）・18日（日）開催／来場者 約43,000人
- 第10回開催 平成29年9月16日（土）・17日（日）開催 ※2日目は台風の影響でイベントは中止／来場者 約46,000人
- 第11回開催 平成30年9月15日（土）・16日（日）開催／来場者 約40,000人
- 第12回開催 令和元年9月15日（日）・16日（月祝）[2] ※ギネス記録達成／来場者 約48,000人
- 第13回開催　令和2年11月7日（土）～12月6日（日）[3] ※新型コロナウイルスのため、からフェス！ラリーとして開催
- 第14回開催 令和3年10月30日（土）・31日（日）[4]／来場者 約32,000人
- 第15回開催 令和4年10月29日（土）・30日（日）開催[5]／来場者 約35,000人
- 第16回開催 令和5年10月28日（土）・29日（日）開催[6]／来場者 約42,000人
- 第17回開催 令和6年10月26日（土）・27日（日）開催[7]／来場者 約41,000人

## 全国各地での開催
「からあげフェスティバル」は中津市で年に一回開催されている他、全国各地で出張版としても開催されている。開催されている場所は以下の通り。
- イオンモール直方（福岡県直方市）
- イオンモール熊本（熊本県上益城郡嘉島町）
- イオンモール宮崎（宮崎県宮崎市）
- イオンモール鹿児島（鹿児島県鹿児島市）
- イオンモール今治新都市（愛媛県今治市）
- イオンモール京都五条（京都府京都市右京区）
- イオンモール広島祇園（広島県広島市安佐南区）
- イオンモール名古屋茶屋（愛知県名古屋市港区）
- イオンモール木更津（千葉県木更津市）
- イオンモール富津（千葉県富津市）
- イオンモール日吉津（鳥取県米子市）
- イオンモール和歌山（和歌山県和歌山市）